# ¡Felices fiestaaas!
¡Felices fiestaaas! es una historieta de Mortadelo y Filemón, dibujada y guionizada por el historietista español Francisco Ibáñez de 48 páginas. La historieta se publicó el 24 de octubre de 2019.

## Trayectoria editorial
La historieta fue publicada por Magos del Humor el 24 de octubre del 2019. siendo la número 201 de esa colección, mientras que es la número 214 de la Colección Olé.

## Sinopsis
En la T.I.A. se vive el ambiente de Navidad y Mortadelo y Filemón vivirán las fiestas de Nochebuena, los santos inocentes, el fin de año y el día de los Reyes Magos con situaciones especiales. 